# 博登 (加利福尼亞州)
博登（英語：Borden）是位於美國加利福尼亞州馬德拉縣的一個非建制地區。該地的面積和人口皆未知。

## 地理
博登的座標為36°55′48″N 120°01′46″W / 36.93000°N 120.02944°W，而該地的平均海拔高度為83米（即272英尺）。